# Montecanal
Montecanal es un barrio situado en la zona sur de la ciudad de Zaragoza (España), perteneciente al Distrito Sur. Limita con los barrios de Valdespartera, Rosales del Canal y Arcosur.
El barrio comenzó su andadura a comienzos de los años 90, desde la primera de las casas que se construyó, hasta la actualidad, este entorno de la ciudad ha crecido en demografía y servicios, y aún sigue haciéndolo. Actualmente, el barrio cuenta con una farmacia, supermercado, un colegio público, zonas de ocio-restauración, un espacio deportivo, entre otros servicios se encuentra muy cerca de Valdespartera
Además, su acceso cuenta con dos líneas de bus urbano; la línea 41 (Puerta del Carmen - Rosales del Canal), y la línea 55(Tranvía - Valdespartera).
- Datos: Q13049643